# Julius Curtius
Julius Curtius est un homme politique allemand, né le 7 février 1877 à Duisbourg (Province de Rhénanie) et mort le 10 novembre 1948 à Heidelberg (zone d'occupation américaine en Allemagne).
Membre du Parti populaire allemand (DVP), il est ministre de l'Économie entre 1926 et 1929 puis ministre des Affaires étrangères entre 1929 et 1931.

## Biographie
Julius Curtius est issu d'une famille d'industriels de Duisbourg. Il y fréquente le lycée, puis à partir de 1895, il étudie le droit à Bonn, Kiel et Strasbourg. Il soutient sa thèse de doctorat en 1900. Il travaille d'abord au ministère de la Justice prussien, jusqu'en 1905. En 1901, il effectue un long séjour d'étude à Paris. Après son mariage, il prend la tête d'un cabinet d'avocat à Duisbourg, puis à Heidelberg. Mobilisé pendant la guerre en tant que capitaine d'infanterie, il s'investit dans la politique à partir de 1919, en fondant une section locale du Parti populaire allemand (DVP), un parti de droite nationaliste, section dont il prend la direction. Ceci lui permet par la suite d'être élu membre du conseil municipal de Heidelberg. En parallèle, de 1919 à 1932, il occupe une place importante dans le DVP à l'échelle nationale (comité de direction).
Il est ministre de l'Économie entre 1926 et 1929. Par la suite, comme ministre des Affaires étrangères entre 1929 et 1931, il travaille en étroite collaboration avec Heinrich Brüning afin de demander une révision du traité de Versailles en faveur de l'Allemagne. Il participe à la négociation d'une union douanière avec l'Autriche en mars 1931, laquelle fut annulée en raison de l'opposition de la France. Il a participé directement aux négociations qui ont abouti au moratoire Hoover. Son renvoi en tant que ministre des Affaires étrangères a été largement dû aux manœuvres du général Kurt von Schleicher et du président Paul von Hindenburg.

## Ouvrages
- Über die Einführung von Volksinitiativen und Volksreferendum in den neuen Verfassungen der deutschen Staaten. Heidelberg 1919
- Bismarcks Plan eines deutschen Volkswirtschaftsrats. Heidelberg 1919
- Was im Haag erreicht wurde. Berlin 1929
- Innere Konsolidierung und außenpolitische Aktionsfähigkeit. Berlin 1930
- Germany and the Polish Corridor. Berlin 1933
- Bemühungen um Österreich. Das Scheitern des Zollunionsplans von 1931. Carl Winter Universitätsverlag, Heidelberg 1947
- Sechs Jahre Minister der deutschen Republik. Carl Winter Universitätsverlag, Heidelberg 1948
- Der Young-Plan. Entstehung und Wahrheit. Franz Mittelbach Verlag, Stuttgart 1950